# Emslandlager Oberlangen
Koordinaten: 52° 51′ 28″ N, 7° 10′ 53″ O
Das Emslandlager Oberlangen in der heutigen Gemeinde Oberlangen, auch „Emslandlager VI“ genannt, wurde im Herbst 1933 errichtet. Es konnte bis zu 1.000 Gefangene aufnehmen, diente zunächst aber als Ausbildungslager der SA-Wachmannschaften. Anschließend wurde es zu einem Strafgefangenenlager umfunktioniert. Ab 1939 war es ein nationalsozialistisches Kriegsgefangenenlager.

## Geschichte

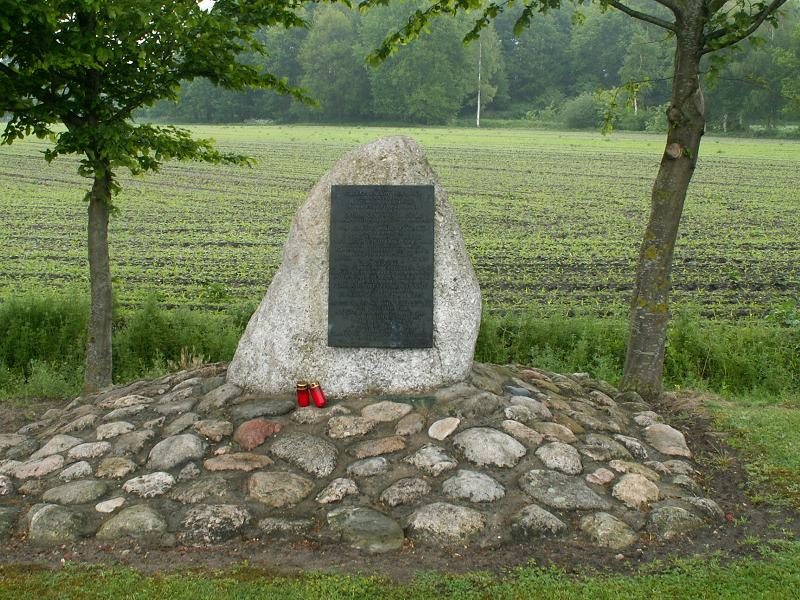
Gedenkstein auf dem heutigen Gelände des Lagers

### Bis September 1939
Im Herbst 1933 wurde das Lager VI Oberlangen als eines von später insgesamt 15 Emslandlagern errichtet. Es war zunächst als Konzentrationslager geplant, diente dann jedoch zur Ausbildung von SA-Wachmannschaften. Im April 1934 wurde es vom Reichsministerium der Justiz übernommen. Das Lager war für bis zu 1.000 Häftlinge ausgelegt. Diese sollten bei der Erschließung des Emslandes mitwirken. Dazu mussten sie Arbeiten zur Kultivierung des Moores verrichten.
Schlechte hygienische Bedingungen sowie Misshandlungen durch die Wachmannschaften führten zum Tod vieler Gefangener.
1935 waren durchschnittlich 788 Gefangene inhaftiert, im Dezember 1936 war das Lager mit 1.000 Gefangenen belegt. Wegen der starken Auslastung wurde es 1937 ausgebaut, sodass das Lager nun Platz für 500 weitere Gefangene bot.
Im September 1938 wurden einige Gefangene aus Oberlangen abgezogen, um an dem Bau des Westwalls in der Pfalz mitzuwirken. Bereits im Sommer 1939 betrug die Zahl der Gefangenen wieder etwa 1.000.
Bis zum September 1939 wurden die Gefangenen von Justizbeamten, die meist Mitglieder der SA waren, bewacht. Sie waren schlecht ausgebildet und beherrschten lediglich den Umgang mit der Waffe.

### Ab September 1939

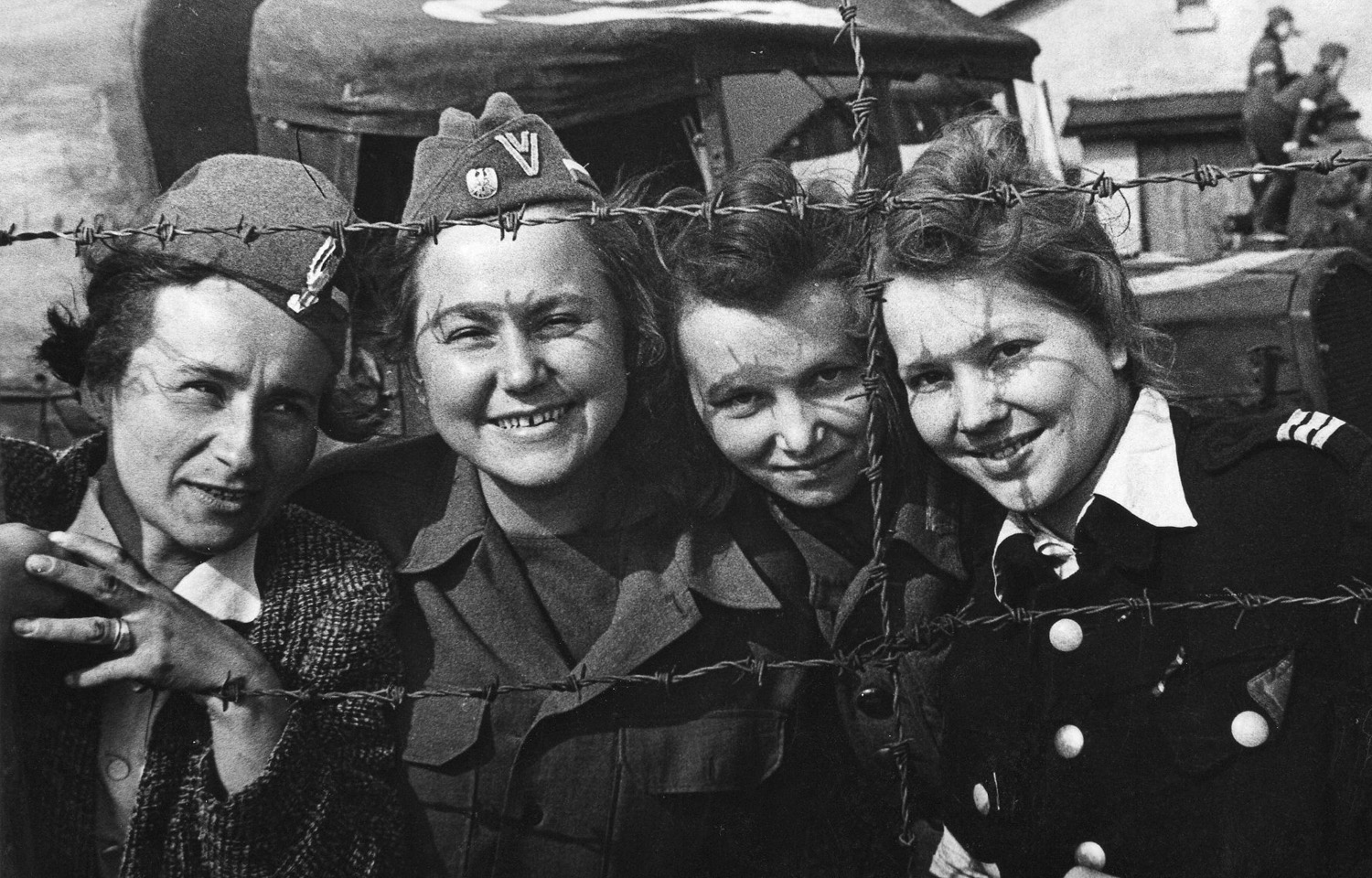
Polnische Frauen nach der Befreiung des Lagers

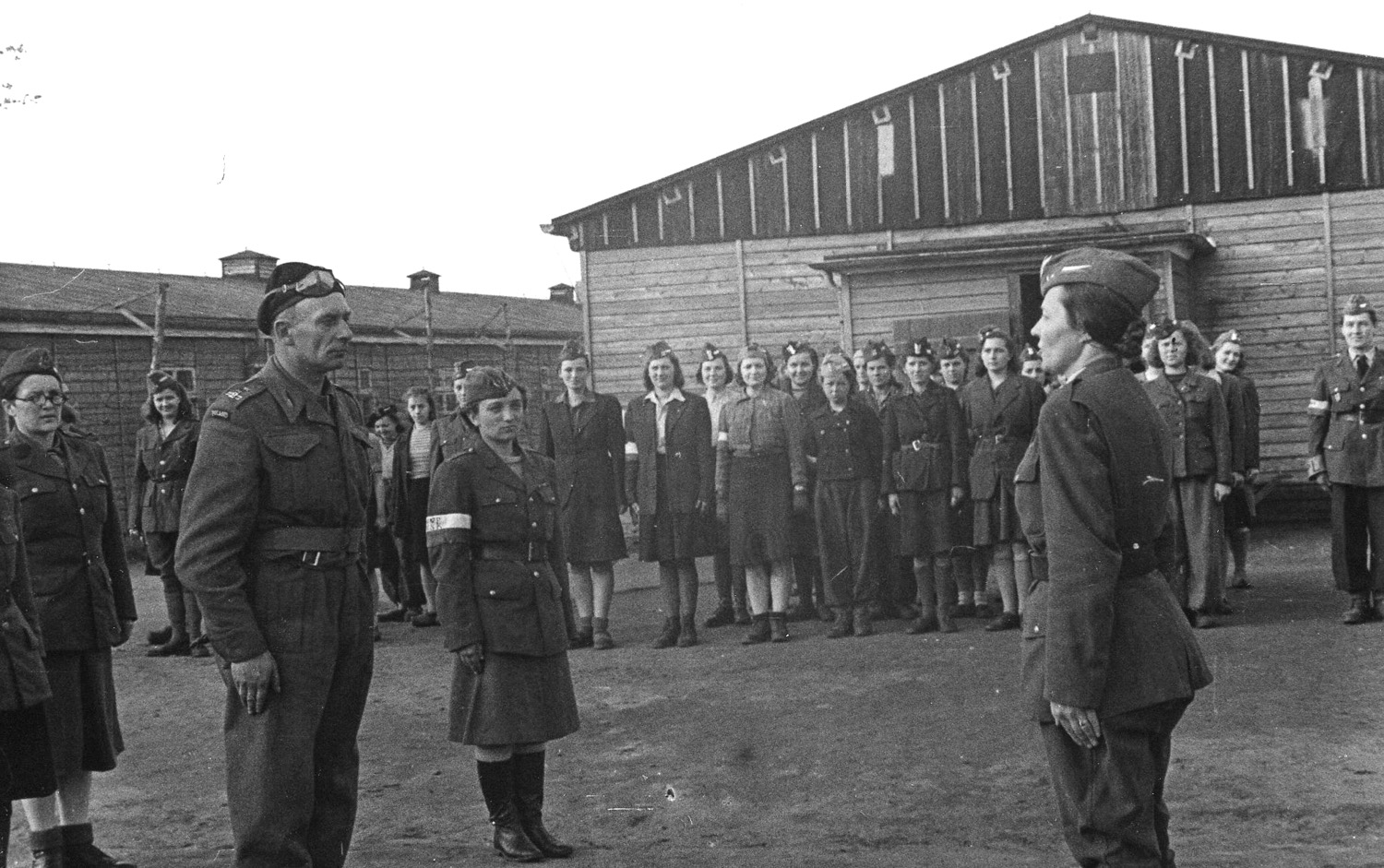
Polnische Frauen werden durch General Stanisław Maczek empfangen

Im September 1939 wurde dem Oberkommando der Wehrmacht (OKW) die Führung über das Lager erteilt, die es als Kriegsgefangenenlager nutzte. Das Emslandlager Oberlangen gehörte nun zum Wehrkreis IV, mit Hauptsitz in Münster. Es wurde dem Stammlager (Stalag) VI B Versen zugeordnet.
Der Fähnrich Miroslav Zawodny berichtete:

„Das Leben im Lager 6 in Oberlangen war wirklich sehr schwer. Sehr oft gab es kein Wasser in den Baracken zum täglichen Waschen. Warmes Wasser, um die Wäsche zu waschen, gab es überhaupt nicht. Es war keine Möglichkeit zum Baden, da es keinen Baderaum mit Duschen für uns Kriegsgefangene gab, auch keine Möglichkeit, um die Flöhe und besonders Läuse zu vernichten, da es keine Entlausungskammer im Lager gab. Im Winter wurde in den Baracken nicht geheizt, weil im Schlafraum kein Ofen war. Es gab keine Betten, keine Pritschen. Wir mussten anfangs direkt auf den Brettern des Fußbodens, einer neben dem anderen, schlafen, nur mit einer dünnen Decke und unserem Militärmantel zugedeckt. Mit der Zeit haben wir unsere Schlafplätze mit trockenem Heidekraut versorgt. In den Baracken war es so kalt wie draußen, nur nicht so windig und ohne Niederschläge. Sehr oft waren die Mäntel feucht, wenn es bei der Arbeit außerhalb des Lagers geregnet oder geschneit hatte.“

1940/41 wurden 1.400 polnische Fähnriche inhaftiert. Die anderen Gefangenen wurden in Lager außerhalb des Emslands gebracht.
Im Herbst 1941 war das Lager mit rund 2.000 sowjetischen Kriegsgefangenen belegt. Viele von ihnen starben im darauf folgenden Winter an der Kälte und an Hunger. Sie wurden in Massengräbern, 1 Kilometer nördlich des Lagers verscharrt.
Im Mai 1942 wurde das Lager dem Stalag VI C Bathorn zugeordnet. 1943 wurde Oberlangen zum Offizierslager (Oflag 6 WK VI) mit dem Emslandlager Wesuwe als Zweitlager.
Am 1. September 1944 waren insgesamt 4.967 italienische Militärinternierte und 920 sowjetische Kriegsgefangene in Oberlangen inhaftiert.
Nach dem Scheitern des Warschauer Aufstands 1944 wurden bis April 1945 Soldatinnen der Armia Krajowa, der polnischen Heimatarmee, nach Oberlangen gebracht. Im März 1945 waren dies 1.556 Gefangene.
Am 12. April 1945 wurde das Lager mit 1.728 inhaftierten Frauen durch die 1. Polnische Panzerdivision unter General Stanisław Maczek befreit.

### Nach 1945
Nach Ende des Zweiten Weltkriegs wurde mit dem Abriss des Gefangenenbereichs begonnen. Im Verwaltungsbereich wurden noch für einige Jahre Behelfswohnungen eingerichtet.
Heute ist vom Lager nichts mehr zu erkennen. Lediglich der Luftschutzbunker des Lagers ist noch erhalten. Die Reste des Lagers wurden vollständig abgerissen. Das Gelände wird heute landwirtschaftlich genutzt.